# Pórtico de Pompeu
Pórtico de Pompeu, conhecido também como Ambulatório Magno (em latim: Ambulatio Magni) e Salão dos Cem Pilares (em latim: Hecatostylon), era um grande quadripórtico localizado diretamente atrás da scaenae frons do Teatro de Pompeu. Ele cercava um grande jardim público muito popular na Roma Antiga. Sua construção foi terminada em 62 a.C. e existiu por séculos. 
A colunata continha arcadas e galerias onde eram exibidas esculturas e pinturas colecionadas durante as campanhas de seu patrono e financiador, Pompeu Magno. Com o passar dos anos, o local passou a abrigar lojas que ocuparam as galerias e arcadas. Como o piso térreo era constantemente alagado pelas cheias do rio Tibre, muitos dos elementos arquiteturais acabaram sendo reutilizados pelos lojistas para decorar suas lojas nos pisos superiores. Atualmente, muitas destas lojas ainda existem e fragmentos do antigo teatro e do pórtico foram incorporados pelas antigas paredes de edifícios posteriores.

## História
A antiga cidade de Roma foi projetada para abrigar passeios cobertos, jardins públicos e grandes fontes e espelhos d'água, comuns no século I. Os cidadãos podiam passear pela cidade na sombra de colunatas, protegidos do sol e da chuva. O primeiro e mais popular destes jardins estava justamente no quadripórtico construído por Pompeu anexo ao teatro que levava seu nome.
Pompeu, impressionado ou inspirado pelo que viu durante seus muitos anos de campanha à frente dos exércitos romanos, retornou para casa com a intenção de construir um monumento para si que fosse maior do que todos os anteriores. Um teatro, um pórtico e uma cúria foram construídos num gigantesco complexo que se tornou símbolo da cultura romana por séculos e que foi copiado por todo o território romano.

## Arquitetura
As entradas para o complexo do teatro era controlada e ficava dos dois lados da Cúria de Pompeu. O objetivo era garantir que o visitante vislumbrasse através da área interna do jardins a porta principal ("régia") que levava ao palco do teatro e, para alto, o Templo da Vênus Victrix. Esta vista foi destruída em 32 a.C., quando Augusto ordenou a construção de uma scaenae frons (um "fundo de palco") em pedra.

## Planimetria
| Planimetria do Campo de Marte meridional |
| --- |
| Tibre Navália Circo Flamínio Teatro de Marcelo T. de DianaC T. da Piedade T. de Jano T. de Juno T. de Spes Templo de Belona Templo de Apolo Sosiano Templo de Júpiter Estator Templo de Juno Regina Pórtico de Otávia Portico de Filipo T. de Hércules Portico de Otávio Teatro de Balbo Cripta de Balbo Portico de Minúcio T. das Ninfas Diribitório T. de Juturna T. da Fortuna T. de Ferônia T. dos Lares Permarinos Cúria de Pompeu Portico de Pompeu Teatro de Pompeu Templo da Vênus Victrix Templo de Marte Santuário de Hércules Grande Vigia Templo de Castor e Pólux Ponte Fabrício Ilha Tiberina Pórtico dos Máximos T. de Netuno Pórtico dos Deuses Vila Pública Hecatostilo T. da Fortuna Equestre Anfiteatro de Estacílio Tauro (?) |